# Station Cybinka
Station Cybinka is een spoorwegstation in de Poolse plaats Cybinka.